# Karl von Hassell (Politiker)

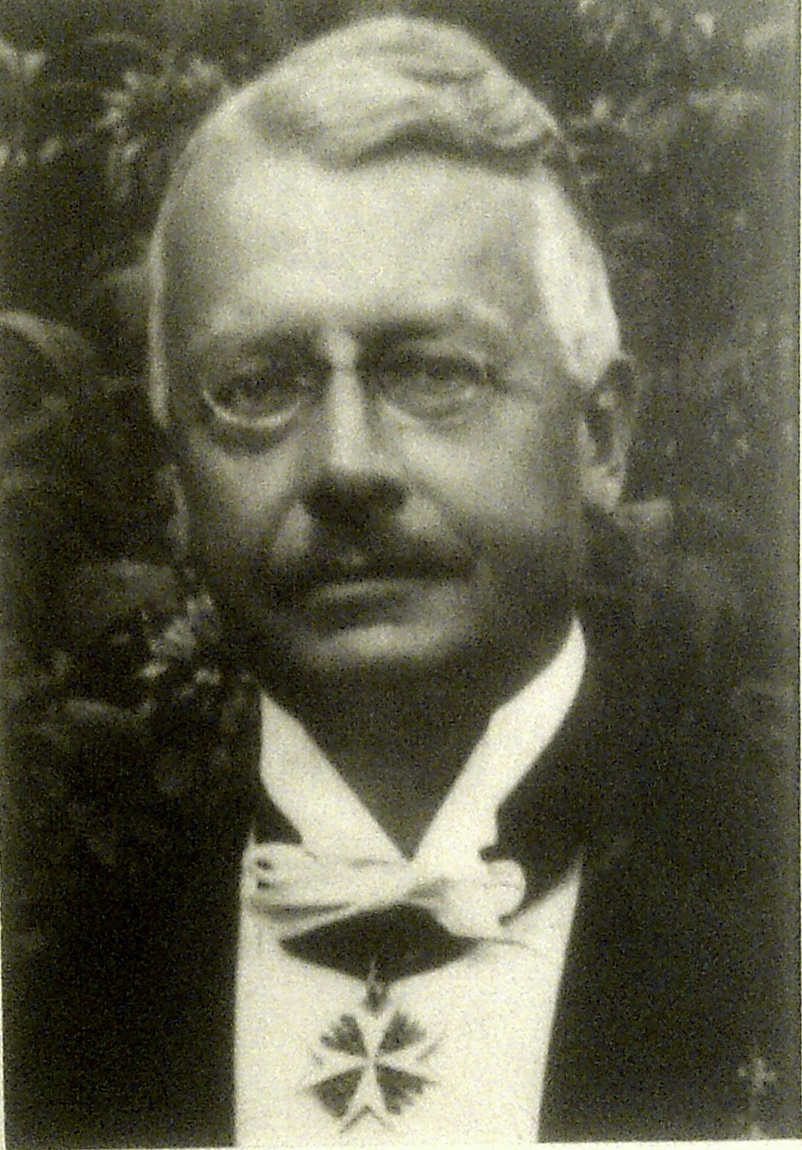
Karl von Hassell

Karl Adolf Johannes von Hassell (* 29. Februar 1872 in Lehe; † 7. Juli 1932 in Königsberg i. Pr.) war ein preußischer Verwaltungsbeamter und Parlamentarier.

## Familie
Karl von Hassell entstammte dem alten landsässigen Adelsgeschlecht derer von Hassell. Er war ein Sohn des Oberlandesgerichtspräsidenten Leopold William Friedrich von Hassell in Kassel und dessen Ehefrau Helene geb. Reinecke. 1910 heiratete er Ottony Krimhild von Puttkamer. Aus der Ehe ging der Sohn Henning-Leopold von Hassell hervor. Karl von Hassel war außerdem ein Cousin Ulrich von Hassells.

## Leben
Karl von Hassell besuchte das Gymnasium in Lüneburg und Nordhausen. Er studierte an der Eberhard Karls Universität Tübingen, der Humboldt-Universität zu Berlin und der Georg-August-Universität Göttingen Rechtswissenschaft. 1851 wurde er im Corps Suevia Tübingen recipiert. 1894 bestand er das Referendarexamen. 1899 wurde er Regierungsassessor und Deichhauptmann in Heinrichswalde in Ostpreußen. 1901 wechselte er in das Ministerium des Königlichen Hauses nach Berlin, 1902 ins Oberpräsidium der Provinz Posen. 1906 wurde er Landrat im Mansfelder Gebirgskreis im Regierungsbezirk Merseburg der preußischen Provinz Sachsen und Nachfolger von Adolf Karl Ferdinand Freiherr von der Recke. Er war bis 1917 im Amt und wurde anschließend Oberpräsidialrat in Ostpreußen. Nach dem Kapp-Putsch musste er sein Amt niederlegen. Er trat in die Deutschnationale Volkspartei ein und übernahm die Führung des Heimatbundes Ostpreußen.

## Abgeordneter
Hassell war Mitglied des Provinziallandtags der Provinz Sachsen. Nach einer Nachwahl am 28. Juli 1911 saß er von 1912 bis 1917 als Abgeordneter des Wahlkreises Merseburg 5 (Mansfelder Seekreis, Mansfelder Gebirgskreis, Stadtkreis Eisleben) im Preußischen Abgeordnetenhaus. Er gehörte der Fraktion der Konservativen Partei. Wegen seiner Beförderung zum Oberpräsidialrat in Königsberg schied er am 5. Juli 1917 vorzeitig aus dem Abgeordnetenhaus aus.

## Ehrungen
- Ehrenbürger von Mansfeld